# عبدالحمید الکاتب
عبدالحمید الکاتب (عربی: عبدالحميد بن يحيى مولى العلاء بن وهب القرشي) از نویسندگان این کتاب در قرن دوم مهاجرت، منشأ فارسی، وفاداری عرب است. او در انبار یا شام در اختلاف میان مورخان بزرگ شد
او در انبار یا شام در اختلاف میان مورخان بزرگ شد. او به عنوان دستیار معاون سلیم صاحب اداره نامه تحت حاکمیت خلیفه هشام بن عبدالمالک، ظاهر شد و سپس به عنوان نویسنده ای برای مروان بن محمد فرماندار ارمنستان و آذربایجان کار کرد و بعداً در زمان سلطنت مروان بن محمد، آخرین خلفای امویان، نخستین نویسنده ای از دولت امویان بود.

## مهمترین پیامها
- نامه او به کتاب، که به نظر می‌رسد تحت تأثیر تأثیرات فرقه‌های پادشاهان ایرانی کتاب خود قرار گرفته‌است،
- نامه او به عبدالله بن مروان در مورد اقتدار پدرش
- پیام او در توصیف شکار و شطرنج،
- پیام او به خانواده اش با مروان بن محمد محاصره شده‌است.